# 馬里蘭區域通勤鐵路
馬里蘭區域通勤鐵路（英語：Maryland Area Regional Commuter，简称MARC），在1984年以前稱為馬里蘭通勤鐵路（Maryland Rail Commuter），是巴尔的摩-华盛顿都市区的通勤鐵路系統，共有三條路線。MARC由馬里蘭州運輸局與阿尔斯通公司和美鐵分别簽約运营，铁路线本身则隶属于CSX運輸公司或美鐵。由于该铁路中的賓州線運行時速最高可達125英里每小時（201每小時），被認為是美國運行速度最快的通勤鐵路。

## 路線
MARC总计有3条线路从华盛顿联合车站引出：
- 賓州線－工作日开行58班次；周六开行18班次，周日则开行12班次。美铁运营[5]。
- 坎登線－工作日开行21班次，无周末班次。阿尔斯通公司运营[6]。
- 布朗斯威克線－工作日开行18班次，无周末班次。阿尔斯通公司运营[7]。

部分班次在遭遇极端天气时可能会增加停靠站点。所有线路在遇到法定节假日则会减少班次，甚至完全停运。
MARC所有线路均采用头尾双机车牵引运行。控制车的位置通常靠近联合车站，这是因为柴油机车运行时产生的废气能够远离人流。根据出行高峰动态编组，每班次的长度为3到10节车厢。短编组通常仅包含单层或双层列车，而长编组通常为单双混合。

### 布朗斯威克線
布朗斯威克線由華盛頓至西維吉尼亞州的馬丁斯堡，長約74英里（119）。此路線屬CSX運輸公司的都会线区段與坎伯蘭區段，兩区段以前都是巴爾的摩與俄亥俄鐵路的一部分。布朗斯威克線還有一條長14英里（23）的支線通往弗雷德里克（Frederick），該支線乃由東巨石（East Rocks）分支，沿CSX運輸公司的旧主线区段與馬里蘭運輸局的弗雷德里克支線前行。

### 坎登線
坎登線介於華盛頓和巴爾的摩康登站之间，長約39英里（63），屬於CSX運輸公司首都區段的路線。這條路線最初由巴爾的摩與俄亥俄鐵路在1830年開始營運，是当今美國客運鐵路中，歷史较为悠久的一条路線。

### 賓州線
賓州線由華盛頓經巴尔的摩宾夕法尼亚车站到馬里蘭州佩里维尔，長約77英里（124），是最繁忙的线路。路線名称起源于最早的运营公司賓夕法尼亞鐵路，目前屬於美鐵公司的東北走廊。本线路被認為是北美行駛速度最快的通勤鐵路：運行時速可高達125英里每小時（201每小時）。賓州線也是唯一周末仍有營運的路線。
除上述三條路線以外，在特殊场合也曾開行至西馬里蘭州的列車。例如1992年7月，曾通过CSX运输公司的线路将一众自行车手送抵弗罗斯特堡，然后这些车手再从那里骑回华盛顿。

## 历史沿革

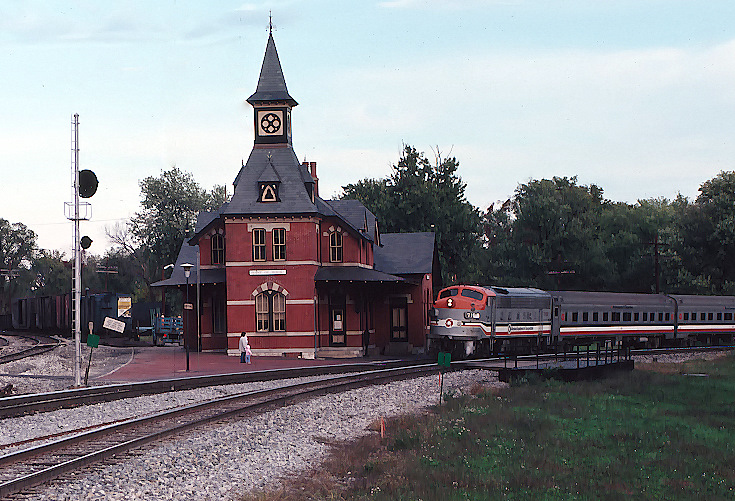
一辆F7型柴油机车牵引MARC经过巨岩点车站（摄于1987年）

### 早期
MARC全部线路均可追溯至19世纪。巴尔的摩与俄亥俄铁路最早在1830年5月开通了往返于巴尔的摩和埃利科特城之间的铁路线，这一段线路的其中部分组成了坎登线中的一部分。而在1835年8月开通的往返巴尔的摩和华盛顿的线路，组成了坎登线的另一部分。
旧主线区段于1831年延伸到弗雷德里克，后又于1832年向西延伸到了巨岩点，于1834年延伸到了不伦瑞克和西弗吉尼亚州哈珀斯渡口，最终在1842年修建至西弗吉尼亚州马丁斯堡。因1873年都会线建成致使大部分从马丁斯堡或哈珀斯渡口发出的列车转绕该线抵达华盛顿，原有线路被减少使用，沿着都会线的铁路线演变成了如今的布朗斯威克线。
同时期的費城、威明頓和巴爾的摩鐵路则在1838年12月建成往返巴尔的摩和费城的铁路线，起初在途经萨斯奎汉纳河时仍需要蒸汽船连接，直到1860年铁路桥建成才有所改善。尽管当时的巴尔的摩与俄亥俄铁路认为不会有其他竞争对手于巴尔的摩和华盛顿之间新建铁路线，巴尔的摩与波托马克铁路仍在1872年建成通车，其所有者为宾夕法尼亚铁路。費城、威明頓和巴爾的摩鐵路起初和宾夕法尼亚铁路互为竞争对手，后者在1881年因和巴尔的摩与俄亥俄铁路的股票冲突而与前者合并。1884年，因宾夕法尼亚铁路终止了巴尔的摩与俄亥俄铁路在費城、威明頓和巴爾的摩鐵路的使用权，使得后者建设了費城线并于1886年开通。最终，費城、威明頓和巴爾的摩鐵路和巴尔的摩与波托马克铁路于1902年合并成为費城、巴尔的摩和华盛顿铁路。
巴尔的摩与俄亥俄铁路在1949年11月结束了弗雷德里克支线的通勤业务，该铁路公司下所有往返巴尔的摩和费城之间的客运业务于1958年全部停止，通勤则从华盛顿联合车站转移至巴尔的摩康登站。经过不伦瑞克的通勤和长途运输则持续运营，宾夕法尼亚铁路在东北走廊上继续运营巴尔的摩以北方向的通勤业务，直到1964年完全结束。

### 现代

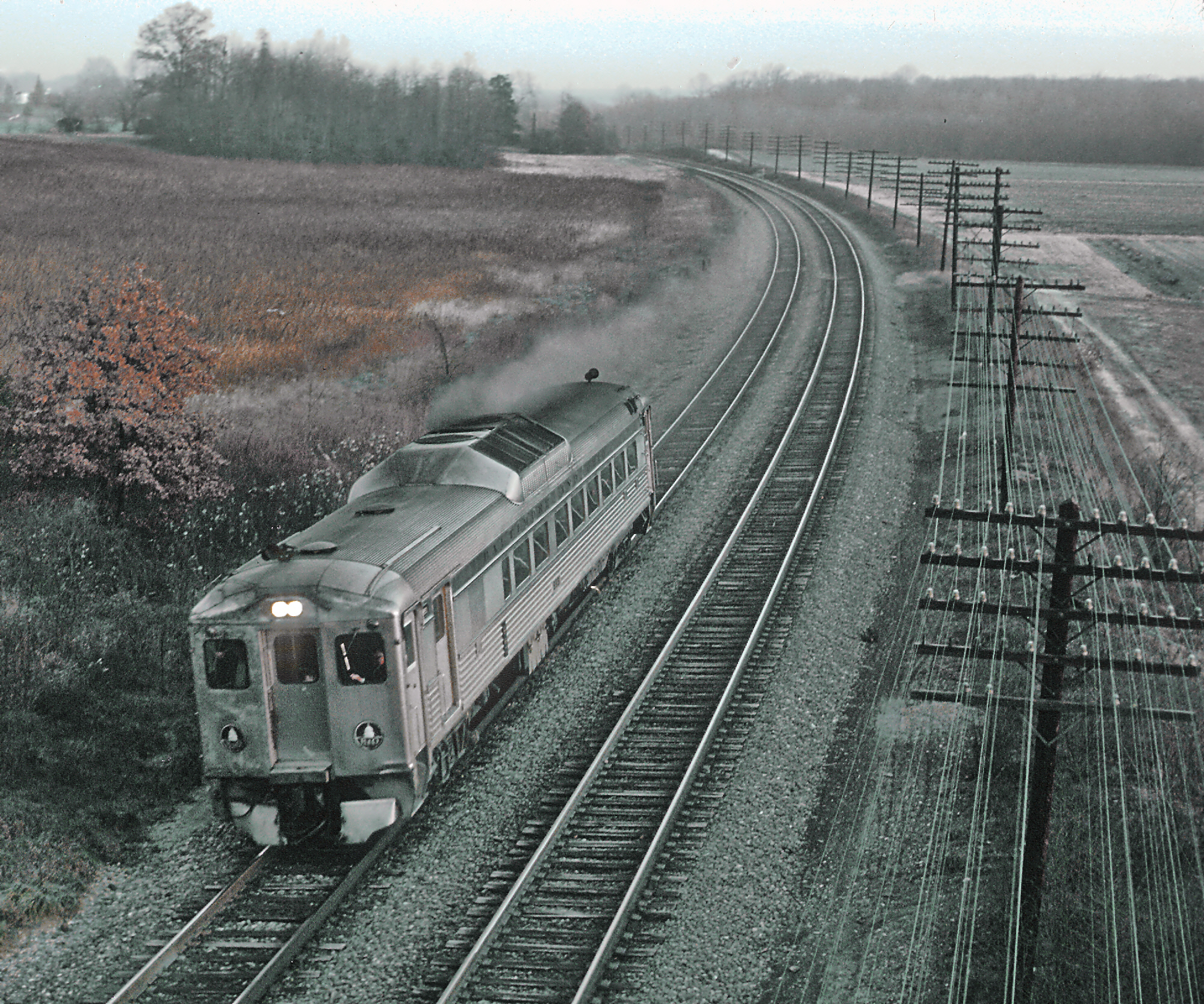
一列途经首都环线的巴尔的摩与俄亥俄铁路客车，演变为如今的坎登線

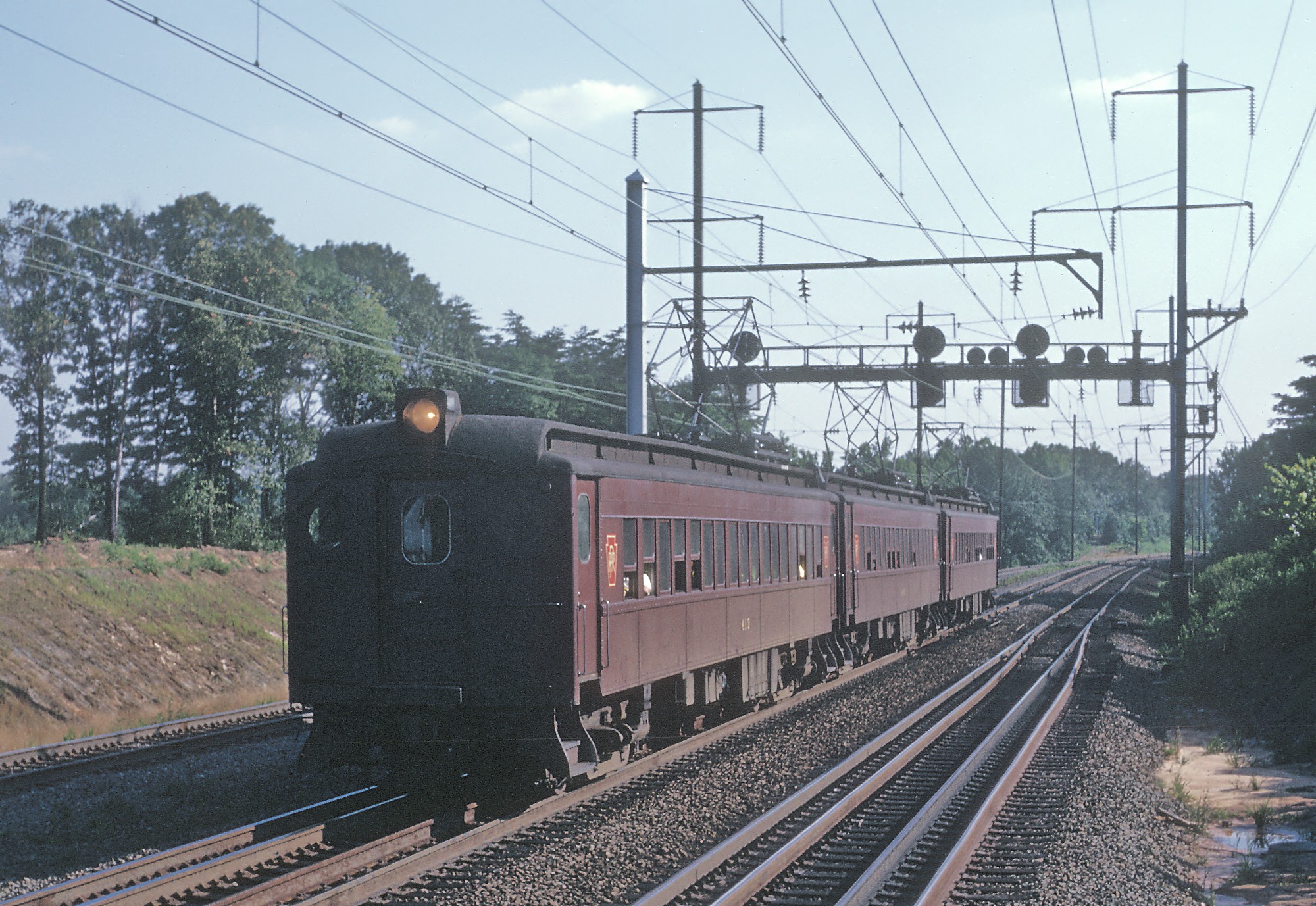
一列途经首都环线的宾州中央铁路客车，演变为如今的宾州線

20世纪中期开始，由于汽车的迅速发展和州际公路系统的建设，通勤铁路旅客逐渐减少。1968年，宾夕法尼亚铁路经合并变为賓州中央鐵路，由新公司继续经营客运业务。1971年伴随着美铁的成立，美国大部分城市间铁路通勤业务被统一接管，但巴尔的摩与俄亥俄铁路、賓州中央鐵路仍然分别独资运营华盛顿到巴尔的摩、华盛顿到不倫瑞克的短途业务。
美铁在成立初期曾运营往返华盛顿和西弗吉尼亚州帕克斯堡的西弗吉尼亚人号列车（后更名为波托马克特快号）。运营仅两年后，于1973年5月被缩短至约146英里（235）长的蓝岭山号列车，西端仅到马里兰州坎伯兰。而在美铁之外，由于巴尔的摩与俄亥俄铁路在1974年中，因巨额亏损考虑终止其运营的全部通勤线路，导致马里兰州交通部决定以补贴票价一半面值的方式维持运营华盛顿到巴尔的摩及华盛顿到不倫瑞克的两条通勤铁路 – 这也是第一个在华盛顿周边，由州政府注资的通勤铁路。1975年，马州正式和巴尔的摩与俄亥俄铁路签订协议，由州政府出资提供机车车辆并承担全部运营损失。1976年秋天，美铁开通往返华盛顿和辛辛那提的仙納度号列车，导致蓝岭山号列车西端再度被缩短至西弗吉尼亚州马丁斯堡，仅剩约73英里（117）的里程。西弗吉尼亚州政府也在70年代末开始出资与巴尔的摩与俄亥俄铁路合运不倫瑞克和马丁斯堡之间的接驳线，但随后因为需要获取联邦交通管理局补贴，导致该线又被合并进华盛顿到不倫瑞克的通勤铁路。
联合铁路在其成立的第一天便从宾州中央铁路接手原巴尔的摩和华盛顿之间的独资铁路区段，后因联合铁路威胁停运，马里兰州交通部于1977年4月开始补贴线路运营。在1978年前，该区间大部分由宾夕法尼亚铁路MP54型电力动车组提供服务。1978年，美铁和巴尔的摩市政府共同与新泽西州交通部协商并签订租赁条约，由后者的箭头型电力动车组替换老旧的MP54。同时，受惠于马里兰州和宾夕法尼亚州的政府资金，美铁将部分动车组用来开通一条往返华盛顿和费城之间的通勤线路－切萨皮克号。尽管该线路相比联合铁路的通勤线要少一些停靠站点，它仍是自1960年起，巴尔的摩以北方向第一个开始运营的通勤铁路。
BWI机场站在1980年10月底开通，使得机场旅客拥有更多的交通选择。在1982年8月，联合铁路开始停靠首都环线站，一个曾短暂存在13年的城际铁路换乘站（现新卡罗顿站北侧）。1983年7月，根据出行高峰，联合铁路为巴尔的摩、华盛顿各增加一班次。1983年底，新卡罗顿站完成月台改造并开始为MARC提供客运业务，首都环线站随即被废弃。1984年4月底，因西巴爾的摩站开通，原埃德蒙森路站和弗雷德里克路站均不再使用。
1981年12月，马里兰州交通部又购买了22辆曾服役于宾夕法尼亚铁路的客车，随后又在州际公路上标出铁路车站方向来推广通勤业务。由于当年国会试图通过一项法案准许联合铁路因利润因素终止通勤铁路业务，在1983年新年，多家公交公司（如大都会北方铁路、新泽西交通和费城都会区通勤铁路）决定分段接管联合铁路在美国东北地区的通勤业务。马里兰州交通部则向美铁提供资金用来运营巴尔的摩和华盛顿之间的线路（賓州線前身），并为其命名AMDOT（美铁和马里兰州交通部的合称），然而到了当年10月，因AMDOT直接导致的运营线路重复，切萨皮克号就此停止运营。进入1984年，马里兰州铁路管理局（现隶属于州交通部）根据市场调查结果，正式颁布了通勤线路的官方名称MARC（时为馬里蘭通勤鐵路），并据此修改了时刻表和工作服款式，MARC的三条线路也一同被正式推出。

## 車輛
MARC从开通至今，有多种规格的车辆被投入使用。

### 機車
| 製造廠          | 型号      | 數量 | 編號             | 图像 | 備註 |
| --------------- | --------- | ---- | ---------------- | ---- | --- |
| 易安迪          | GP39PH-3C | 6    | 70至75           |      | 1988年开始被采用；最初交付型号为GP39H-2，自2023年起全部被改造成GP39PH-3C                                       |
| 易安迪          | GP40PH-2A | 1    | 4145             |      | 2018年购买自新泽西交通                                                                                         |
| 易安迪          | GP40WH-2  | 1    | 68               |      | 1992年开始被采用；目前作为备用车辆应对突发情况                                                                 |
| 庞巴迪–阿尔斯通 | HHP-8     | 6    | 4910至4913、4915 |      | 1998年开始被采用，最高时速125英里每小時（201每小時）；2017至2018年间整修（其中部分零件源自于已被拆解的4914号） |
| 移动动力工业    | MP36PH-3C | 26   | 10至35           |      | 2009年开始被采用，用来替换GP40WH-2                                                                             |
| 西门子交通      | SC-44     | 8    | 80至87           |      | 2018年开始被采用，用来替换AEM-7；最高时速125英里每小時（201每小時）                                            |

| 製造廠              | 型号     | 數量 | 編號       | 图像 | 備註 |
| ------------------- | -------- | ---- | ---------- | ---- | --- |
| 易安迪/瑞典通用电气 | AEM-7    | 4    | 4900至4903 |      | 已全部被SC-44替换 |
| 易安迪              | GP40WH-2 | 19   | 51至67、69 |      | 已被MP36PH-3C替换。编号67和69源自于GP40机车30至32号；部分被重装为MP32PH-Q并出售给佛罗里达州太陽鐵路；部分被移动动力工业重装并出售给私人公司；编号69则出售给CSX并重新编号为9969             |
| 易安迪              | E9AM     | 10   | 60至69     |      | 曾用于北伯灵顿铁路和芝加哥城市铁路，出厂型号为E8As；67和68号后变更为91和92号。现存车辆被废弃于芝加哥本森维尔车辆段                                                                         |
| 易安迪              | F9PH     | 5    | 81至85     |      | 曾用于巴尔的摩与俄亥俄铁路，由莫里森-克努森公司基于F7型重建，曾用编号MDOT 7181至7185 |
| 易安迪              | F7 APCU  | 1    | 7100       |      | 曾用于巴尔的摩与俄亥俄铁路，编号4553；后经内部改装名称变成为辅助动力控制车（缩写为APCU）。因改装后失去柴油机和制动系统，该车功能上类似于发电车；现存放于巴尔的摩与俄亥俄铁路博物馆用于观光 |

### 客車
| 製造廠            | 型号     | 數量         | 启用年份 | 編號                               | 图像                                                                               | 備註                                                                                               |
| ----------------- | -------- | ------------ | -------- | ---------------------------------- | ---------------------------------------------------------------------------------- | -------------------------------------------------------------------------------------------------- |
| 住友/日本车辆制造 | MARC IIA | 16（客车）   | 1985     | 7700至7715                         |                                                                                    | 单层客车；7710至7713号每辆自带16个自行车停车架和22张座椅。7709号因1996年马里兰州火车相撞事故而损毁 |
| 住友/日本车辆制造 | MARC IIB | 28（客车）   | 1991     | 7716至7735、7791至7799             | 单层客车；庞巴迪曾在2009至2011年整修；7720号同样因1996年马里兰州火车相撞事故而损毁 | |
| 住友/日本车辆制造 | MARC IIB | 6（控制车）  | 1991     | 7757至7762                         | 单层客车；庞巴迪曾在2009至2011年整修；7720号同样因1996年马里兰州火车相撞事故而损毁 | |
| 川崎车辆          | MARC III | 49（客车）   | 1999     | 7800至7834、7870至7876、7890至7896 |                                                                                    | 双层客车；庞巴迪曾在2018至2020年整修车辆。7826至7834号，以及7855至7858号从維珍尼亞鐵路特快购买获得 |
| 川崎车辆          | MARC III | 14（控制车） | 1999     | 7845至7858                         |                                                                                    | 双层客车；庞巴迪曾在2018至2020年整修车辆。7826至7834号，以及7855至7858号从維珍尼亞鐵路特快购买获得 |
| 庞巴迪            | MARC IV  | 39（客车）   | 2014     | 8000至8034, 8090至8094             |                                                                                    | 庞巴迪多层客车                                                                                     |
| 庞巴迪            | MARC IV  | 15（控制车） | 2014     | 8045至8059                         |                                                                                    | 庞巴迪多层客车                                                                                     |

| 製造廠            | 型号     | 數量       | 启用年份 | 編號                                                                    | 图像 | 備註 |
| ----------------- | -------- | ---------- | -------- | ----------------------------------------------------------------------- | ---- | --- |
| 巴德              | RDC      | 16（客车） | 1984     | 1、3、8、9、11、12、20、22、23、800、9801、9802、9805、9918、9921、9941 |      | 单层客车；图像为从其他铁路公司购买的20号客车（摄于1987年）                                                                                         |
| 巴德              | MARC I   | 22（客车） | 1984     | 100至114、130至134、140至149、150至154、160至169、190至191              |      | 单层客车；源自宾夕法尼亚铁路、诺福克西方铁路、新泽西通勤铁路和西南密歇根州交通管理局通勤铁路，部分被存放于巴尔的摩与俄亥俄铁路博物馆，其它则被出售 |
| 住友/日本车辆制造 | MARC IIA | 11（客车） | 1985     | 7745至7756                                                              |      | 单层客车；7752号损毁于1996年马里兰州火车相撞事故，其余车辆没有被正式报废但从2020年起不再被编组                                                     |
| 普尔曼            | 长廊客车 | 12（客车） | 2004     | 7900至7911                                                              |      | 双层客车；从芝加哥城市铁路借调至布朗斯维克线，在2015年送回并使用庞巴迪MARC IV替换                                                                  |

### 圖輯

馬里蘭區域通勤鐵路車輛圖輯
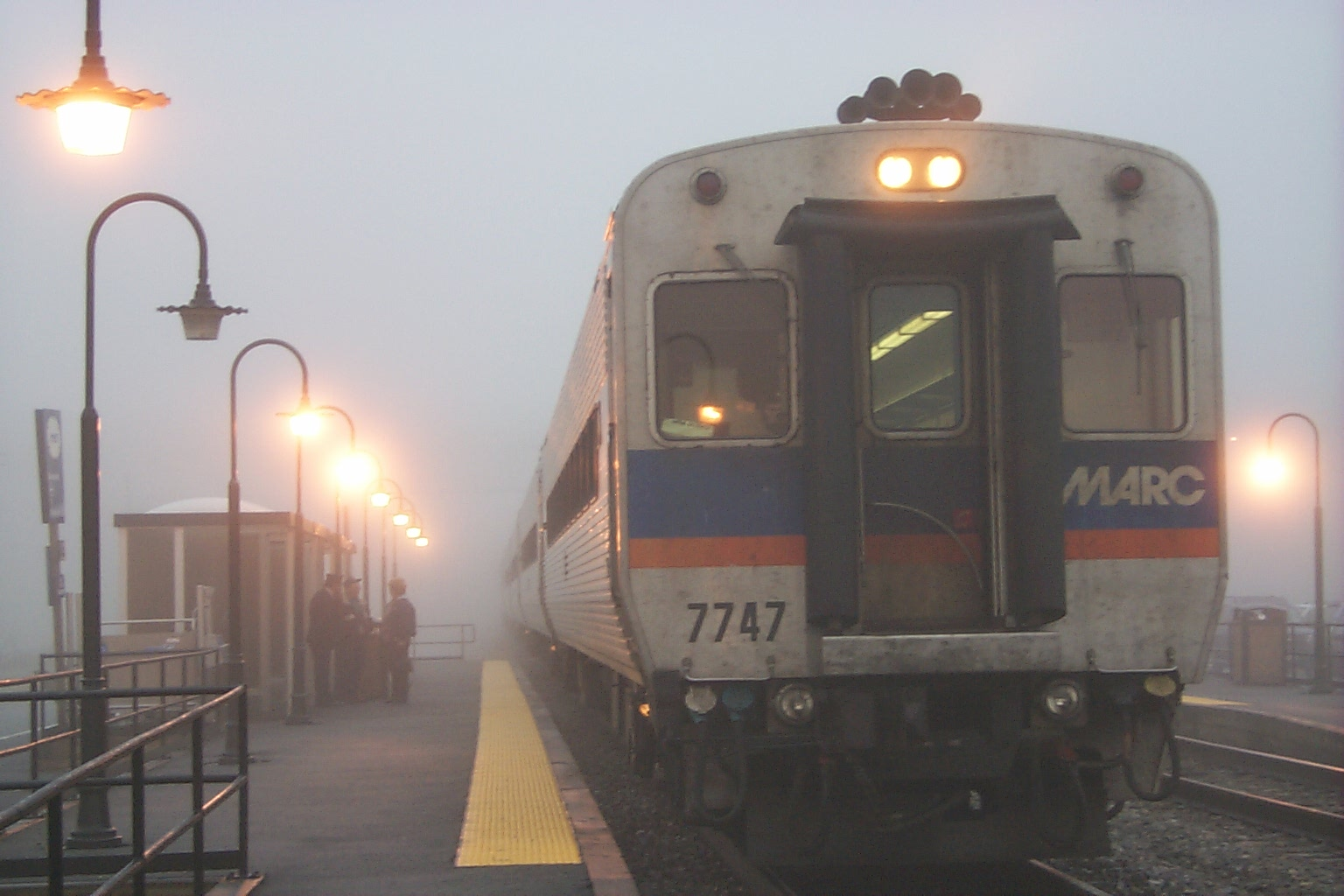
馬里蘭區域通勤鐵路的車長於晨霧中在布朗斯威克車站接受地方媒體訪問
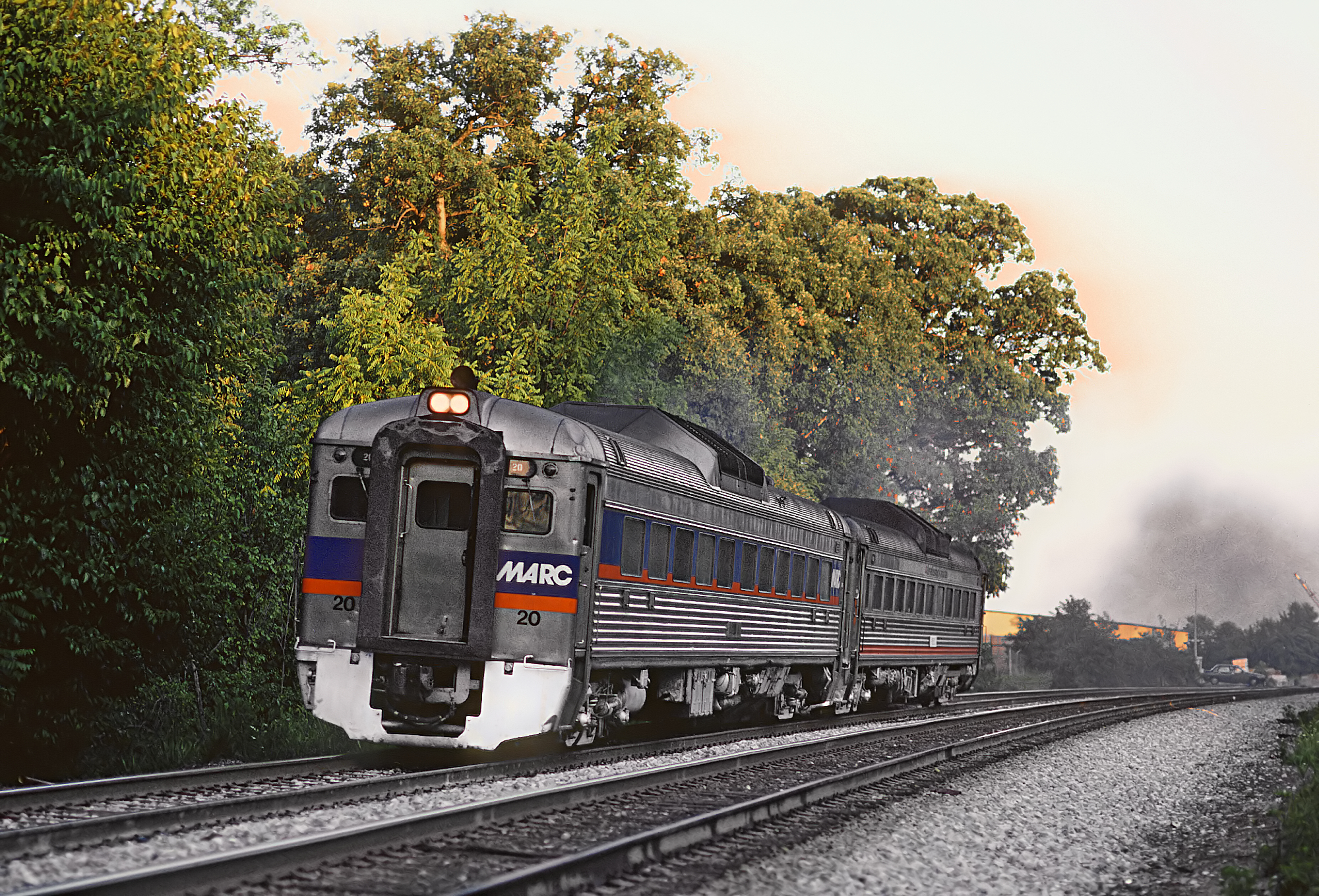
1987年8月行駛於馬里蘭州蓋瑟斯堡附近的布朗斯威克線列車
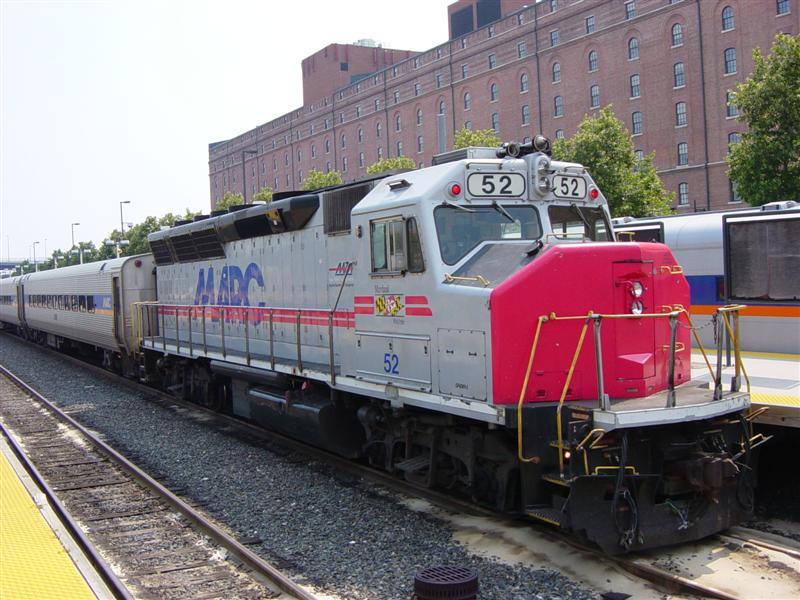
GP40WH-2 型柴電機車，編號52號 ，於坎登車站，2004年7月2日
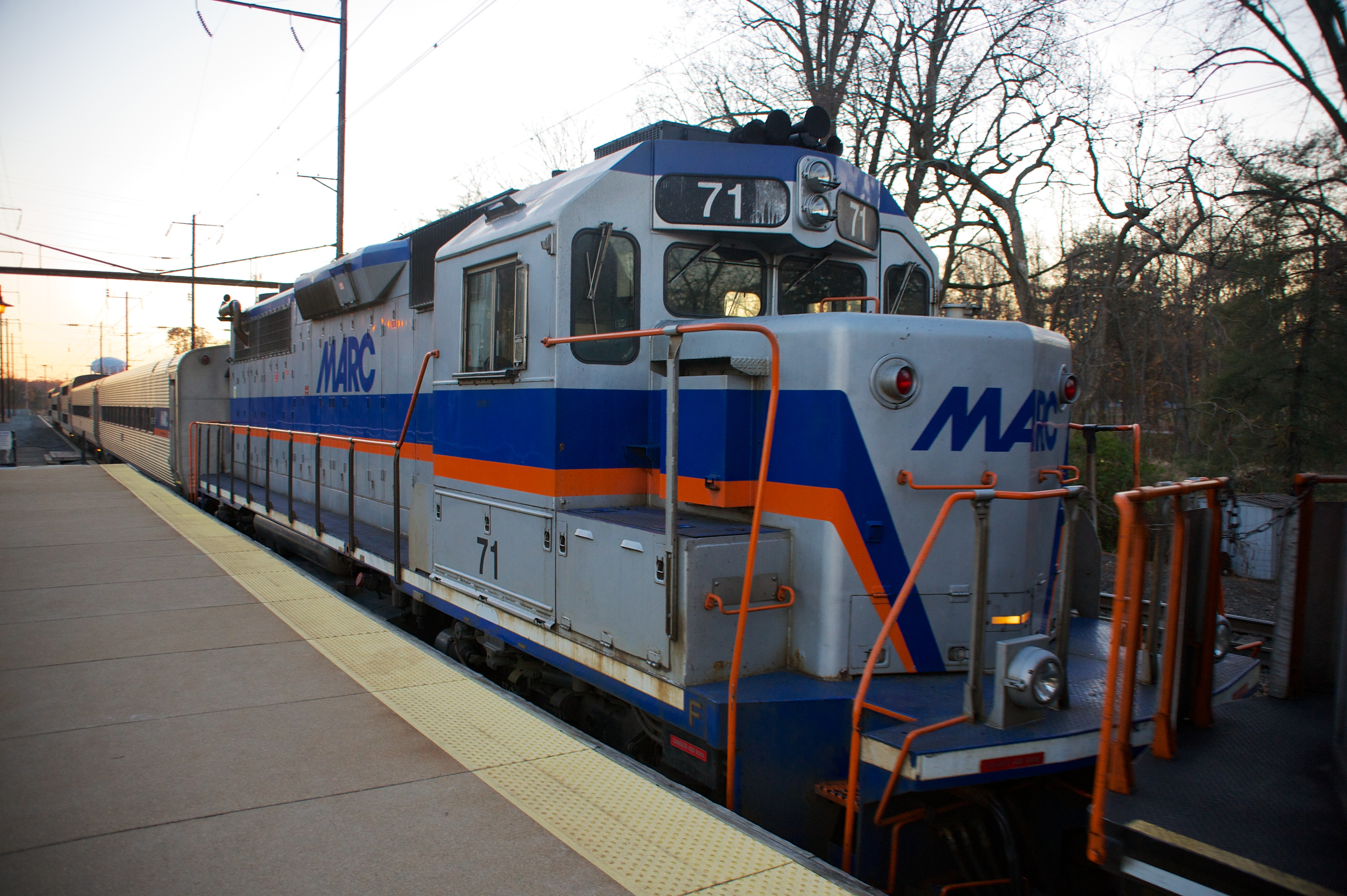
EMD GP39H-2 型柴電機車於歐登頓（Odenton）
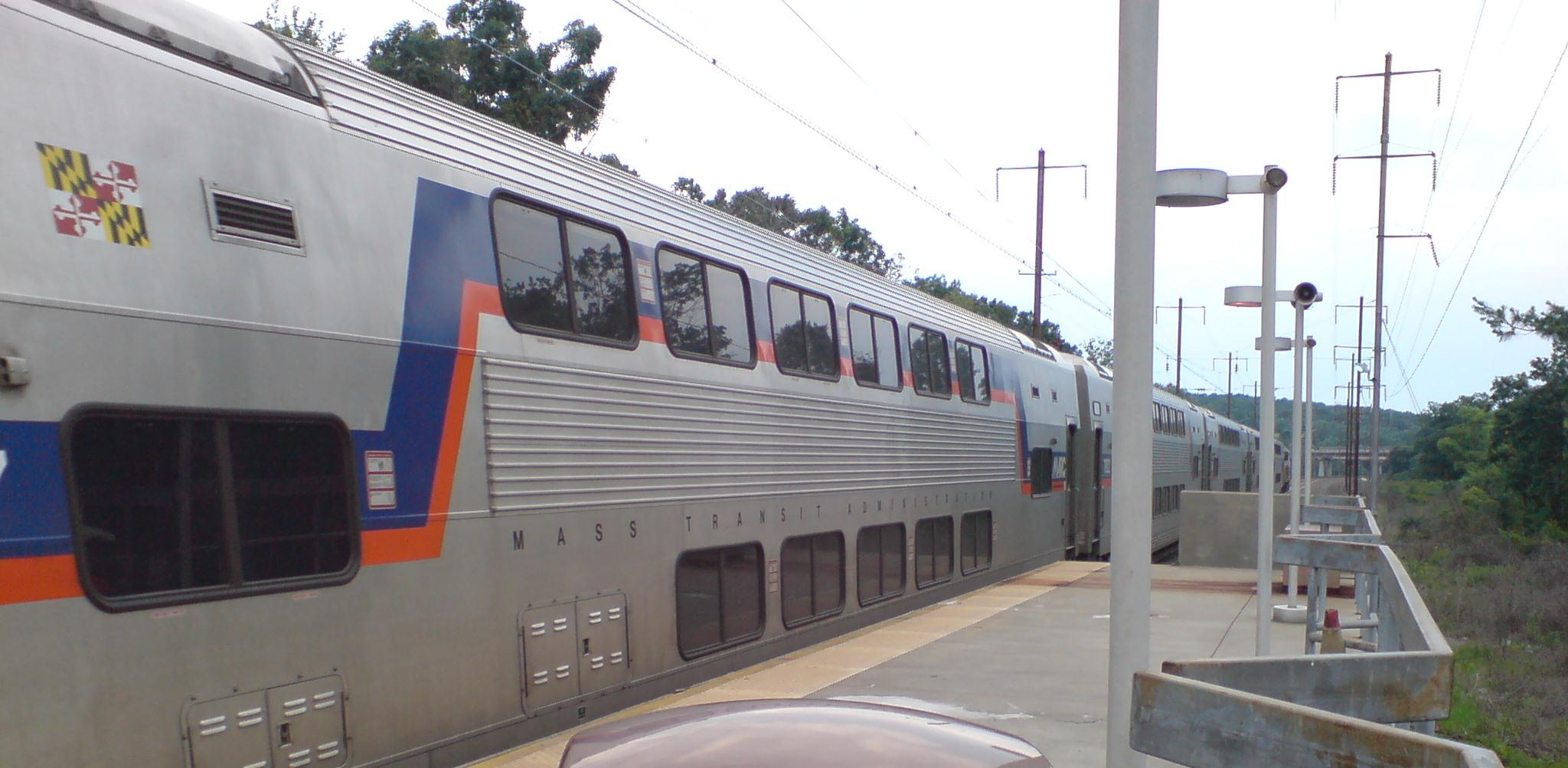
由川崎重工製「MARC III」型雙層客車編組的列車於賓州線，開往巴爾的摩的賓州車站
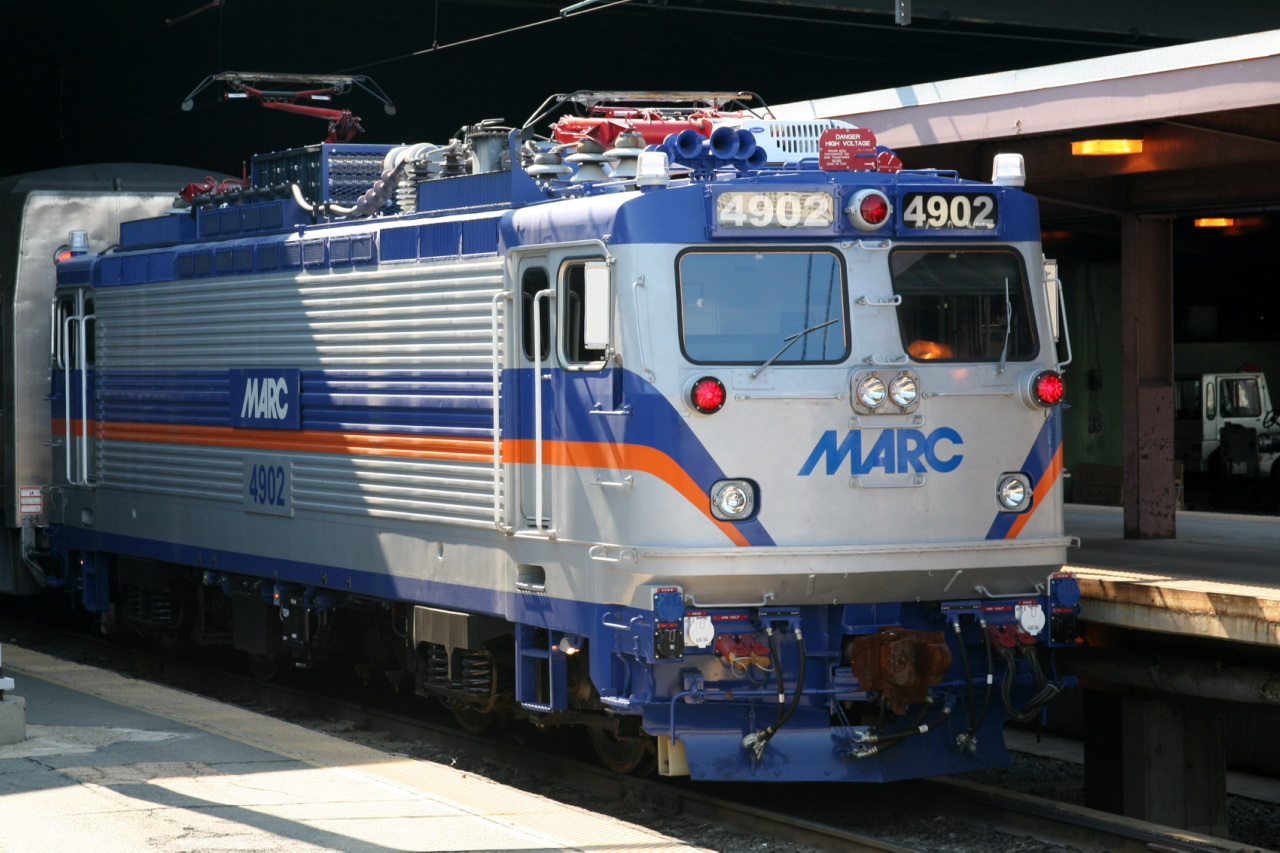
AEM-7 型電力機車於華盛頓聯合車站
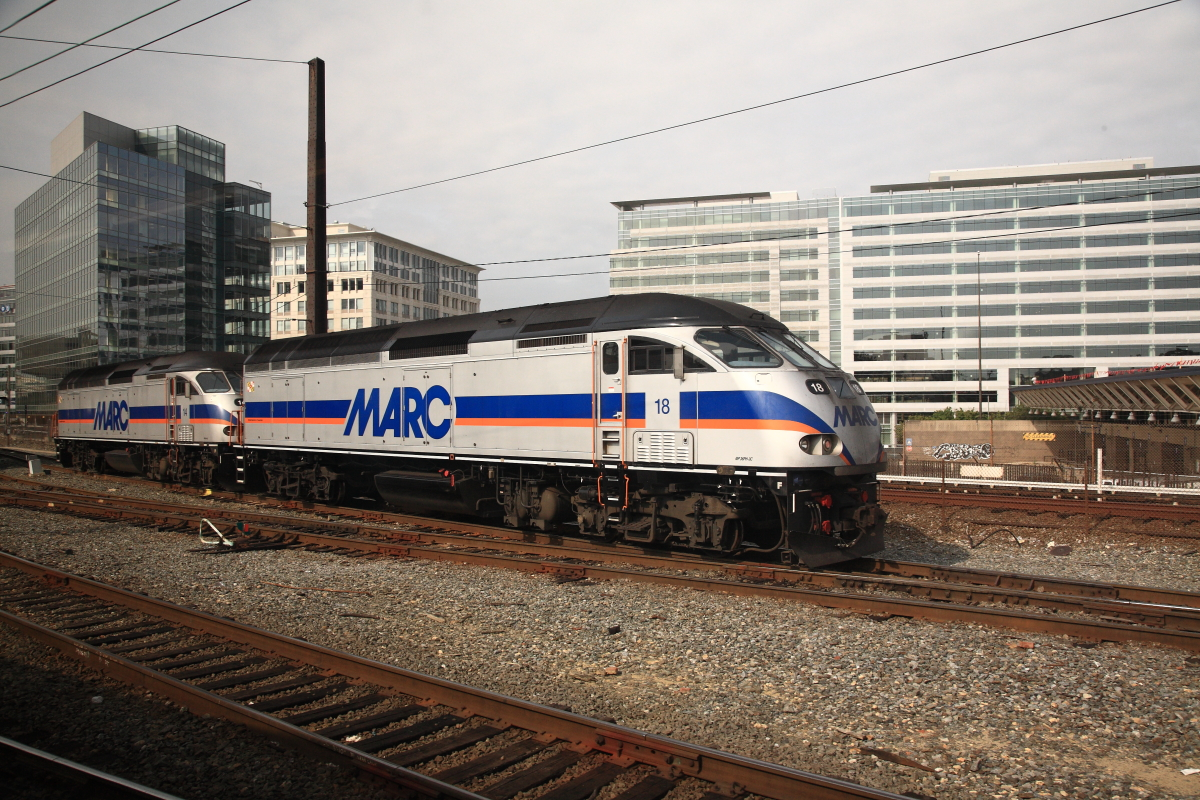
MP36PH-3C 型柴電機車於華盛頓聯合車站
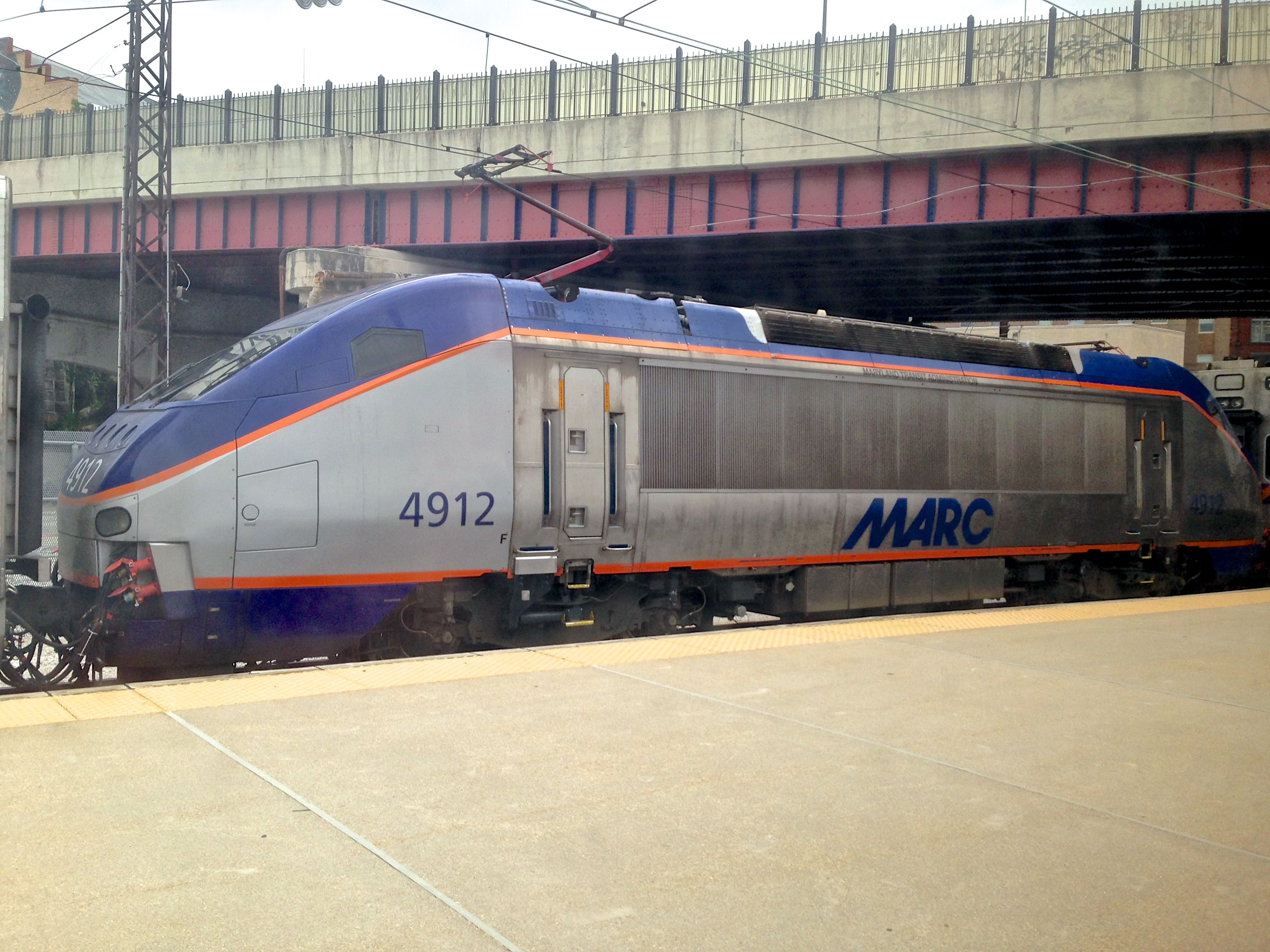
HHP-8 型電力機車於巴爾的摩賓州車站
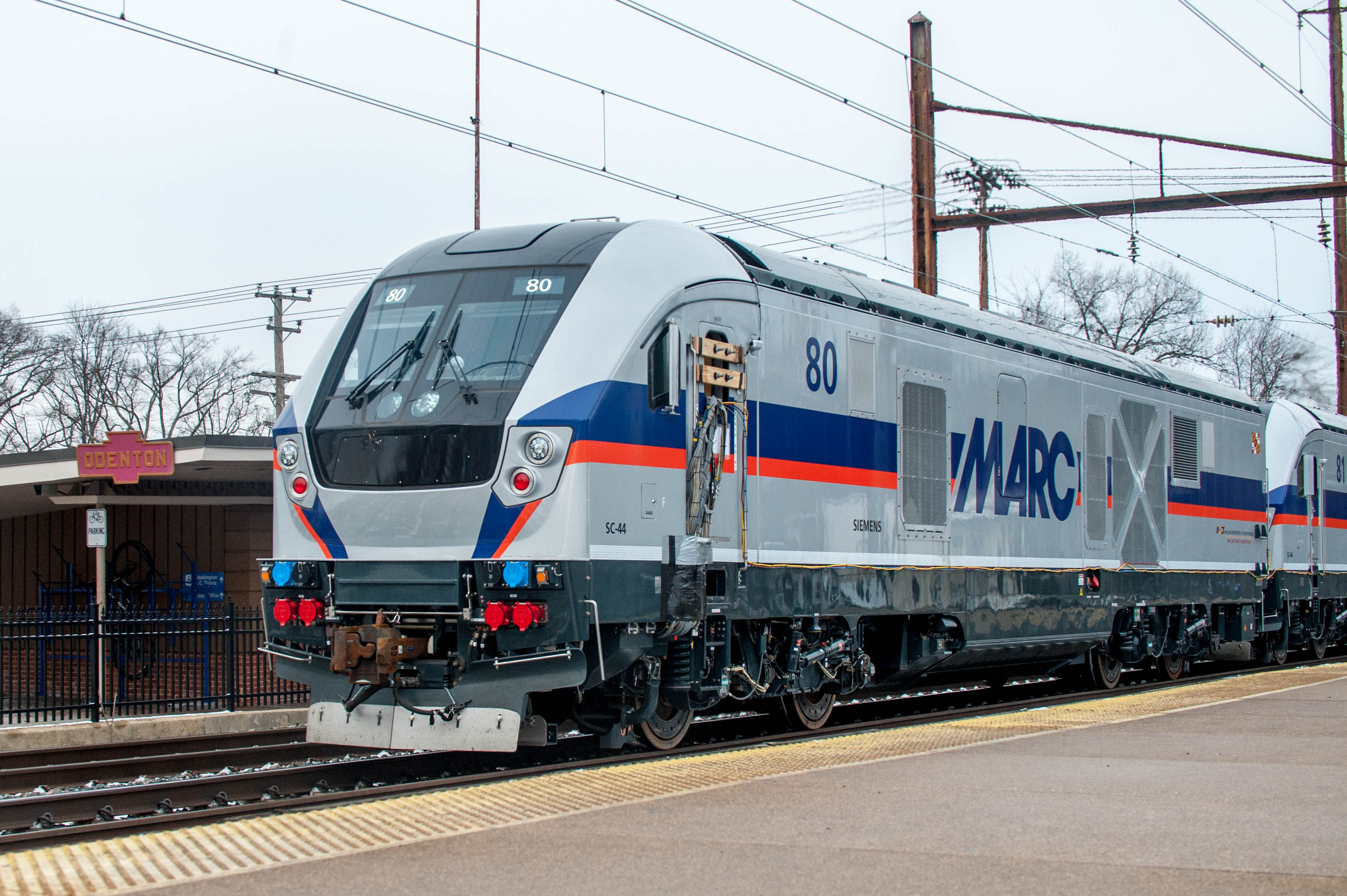
SC-44型機車在歐登頓（Odenton）測試中

## 外部連結
- Maryland Transit Administration
- MARC System Map （页面存档备份，存于）
- MARC Current Train Status Using GPS Technology （页面存档备份，存于）
- MARC Railfan Site （页面存档备份，存于）